# Heidi Robbiani
Heidi Robbiani, född den 27 oktober 1950, är en schweizisk ryttare.
Hon tog OS-brons i den individuella hoppningen i samband med de olympiska ridsporttävlingarna 1984 i Los Angeles.